# Phospholipase B

Eine Phospholipase mit den Aktivitäten A1 und A2 wird als Phospholipase B bezeichnet

Die Phospholipase B1 ist eine Phospholipase, die Phospholipide und Triglyceride hydrolytisch spaltet.